# Technomania
|  | Denne artikel er oprettet af botten PalnaBot ud fra en ekstern database. Den kan derfor have sproglige fejl eller mangler. Denne skabelon kan fjernes efter kontrol af indholdet. |

Technomania er en dokumentarfilm fra 1996 instrueret af Frants A. Pandal efter manuskript af Frants A. Pandal.

## Handling
Dokumentarfilm om techno: Musikken, teknologien, kulturen, historien bag og de sociale aspekter. Raves og parties i hele verden spiller en vigtig rolle i filmen, som indeholder materiale fra Tyskland, England, Indien, Thailand, USA og Holland. Filmen er en blanding af scratch og traditionel dokumentarfilm, krydret med computeranimation, keying og andre state of the art teknikker.